# Les Petites Couleurs
Pour plus de détails, voir Fiche technique et Distribution.
Les Petites Couleurs est un film franco-suisse réalisé par Patricia Plattner, sorti en 2002.

## Synopsis
Christelle, 35 ans, est une coiffeuse conformiste et soumise qui vit dans une petite ville de campagne. Après une grave dispute avec son mari, Francis, un homme violent et impulsif, elle prend la fuite avec la camionnette de livraisons de celui-ci.
À l'intérieur du véhicule se trouve une machine à coiffer d'une technologie avancée. Elle l'avait commandée sur catalogue pour son salon de coiffure.
Après avoir erré dans la nuit, elle se réfugie dans un vieux complexe hôtelier, le Galaxy, dont Mona, une veuve de cinquante ans au grand cœur, est la patronne. Les deux femmes se découvrent une passion commune pour une série télévisée, Le Ranch de l'amour.

## Fiche technique
- Titre : Les Petites Couleurs
- Réalisateur : Patricia Plattner
- Scénario : Sarah Gabay
- Photographie : Matthias Kaelin
- Son : Henri Maikoff
- Montage : Jeanetta Ionesco et Maya Schmid
- Décors : René Lang
- Costumes : Florence Buholzer-Joehr et Valérie de Buck
- Musique : Jacques Robellaz
- Pays d'origine :  Suisse /  France
- Format :
- Genre : comédie dramatique
- Durée : 90 min
- Date de sortie : 
  -  France : 24 avril 2002
  -  Suisse : 19 décembre 2002

## Distribution
- Anouk Grinberg : Christelle
- Bernadette Lafont : Mona
- Philippe Bas : Lucien
- Gilles Tschudi : Vladimir
- Jean-Pierre Gos : Robert
- Christian Grégori : Francis
- Nalini Selvadoray : Fanny
- Thierry Jorand : Max
- François Berte : Marcel
- Antonio Buil : Manuel
- Frédéric Polier : Babar
- Ania Temler : Savannah
- Pierre Spuhler : Ralph
- Bérangère Mastrangelo : Tante Antonella
- Daniel Monnard : Burk Kallagan